# 백패
백패(白牌)는 대한민국 경상남도 진주시에 있는 문서이다. 2006년 11월 2일 경상남도의 유형문화재 제447-4호로 지정되었다.

## 개요
하진백이 진사시 3등 제53인에 입격하였음을 증명하는 문서이다.

## 참고 문헌
- 백패 - 국가유산청 국가유산포털